# Vladimer Gucaevi
Vladimer Gucaevi, grúzul: ვლადიმერ გუცაევი, oroszul: Владимир Гаврилович Гуцаев (Tbiliszi, 1952. december 21. –) szovjet válogatott oszét származású grúz labdarúgó, csatár, edző. 2004 és 2008 között a grúz parlament tagja volt, Miheil Szaakasvili Egyesült Nemzeti Mozgalom kormánypártjának a képviseletében.

## Pályafutása

### Klubcsapatban
1971 és 1986 között a Dinamo Tbiliszi labdarúgója volt. A Dinamóval egy szovjet bajnoki címet (1978) és két kupagyőzelmet (1976, 1979) ért el. Tagja volt az 1980–81-es idényben KEK-győztes csapatnak. A keletnémet Carl Zeiss Jena elleni döntőben ő szerezte csapata egyenlítő gólját. 1982-ben és 1985-ben két térdműtéten esett át, ami után már nem tudott a régi formájában játszani.

### A válogatottban
1972 és 1982 között 11 alkalommal szerepelt a szovjet válogatottban és egy gólt szerzett. 1972. március 29-én Szófiában mutatkozott be a szovjet A-válogatottban egy Bulgária elleni barátságos mérkőzésen, ahol 1–1-es döntetlen született. 1972 májusában egy mérkőzésen játszott a szovjet olimpiai csapatban is. Utoljára 1982. március 10-én Athénban játszott a válogatottban Görögország ellen. A barátságos mérkőzésen 2–0-s szovjet győzelem született.
Tagja volt az 1976-os U23-as Európa-bajnokságon aranyérmes szovjet U23-as válogatottnak, amely oda-visszavágó mérkőzésen nyerte el a trófeát a magyar U23-as válogatott ellen.

### Edzőként
1991-ben a ciprusi Anórthoszi Ammohósztu segédedzője volt, majd 1994-ig a vezetőedzője. 1994–95-ben az orosz Szpartak Vlagyikavkaz segédedzőként tevékenykedett. 1996-ban a grúz U21-es, majd 1997 és 1999 között a grúz válogatott szövetségi kapitánya volt. 1999–00-ben az orosz Alanyija Vlagyikavkaz szakmai munkáját irányította.

## Politikai pályafutása
A Tbiliszi Állami Egyetemen szerzett közgazdasági és jogi diplomát. 2004 márciusában Miheil Szaakasvili Egyesült Nemzeti Mozgalom pártjának listáján szerzett mandátumot a grúz parlamentben és négy évig volt képviselő. Tagja volt a parlament oktatási, tudományos, kulturális és sportbizottságának. 2004 júniusában szorgalmazta, hogy a szakadár Dél-Oszétia labdarúgócsapatai részt vegyenek a grúz bajnokságokban.

## Sikerei, díjai
Szovjetunió U23
- U23-as Európa-bajnokság
  - 1976

 Dinamo Tbiliszi
- Szovjet bajnokság
  - bajnok: 1978
- Szovjet kupa
  - győztes (2): 1976, 1979
- Kupagyőztesek Európa-kupája (KEK)
  - győztes: 1980–81

## Elismerései
- a Szovjetunió sportmestere (1972)
- a Szovjetunió nemzetközi sportmestere (1976)
- a Szovjetunió érdemes sportolója (1981)

## Statisztika

### Mérkőzései a szovjet válogatottban
| Szovjetunió | Szovjetunió          | Szovjetunió                     | Szovjetunió   | Szovjetunió | Szovjetunió | Szovjetunió        | Szovjetunió | Szovjetunió |
| #           | Dátum                | Helyszín                        | Hazai         | Eredmény    | Vendég      | Kiírás             | Gólok       | Esemény     |
| ----------- | -------------------- | ------------------------------- | ------------- | ----------- | ----------- | ------------------ | ----------- | ----------- |
| 1.          | 1972. március 29.    | Szófia, Levszki-stadion         | Bulgária      | 1 – 1       | Szovjetunió | barátságos         | -           |             |
|             | 1972. május 25.      | Párizs, Parc des Princes        | Franciaország | 1 – 3       | Szovjetunió | olimpiai selejtező | -           |             |
| 2.          | 1972. július 16.     | Vaasa, Hietalahti Stadion       | Finnország    | 1 – 1       | Szovjetunió | barátságos         | -           |             |
| 3.          | 1973. augusztus 5.   | Moszkva, Központi Lenin Stadion | Szovjetunió   | 0 – 0       | Svédország  | barátságos         | -           | 55'         |
| 4.          | 1973. szeptember 26. | Moszkva, Központi Lenin Stadion | Szovjetunió   | 0 – 0       | Chile       | vb-selejtező       | -           | 46'         |
| 5.          | 1978. október 5.     | Ankara, 19 Mayıs Stadion        | Törökország   | 0 – 2       | Szovjetunió | barátságos         | 1           | 37'         |
| 6.          | 1978. október 11.    | Budapest, Népstadion            | Magyarország  | 2 – 0       | Szovjetunió | Eb-selejtező       | -           |             |
| 7.          | 1979. március 28.    | Szimferopol, Lokomotiv Stadion  | Szovjetunió   | 3 – 1       | Bulgária    | barátságos         | -           |             |
| 8.          | 1979. április 19.    | Tbiliszi, Dinamo Stadion        | Szovjetunió   | 2 – 0       | Svédország  | barátságos         | -           |             |
| 9.          | 1979. november 21.   | Tbiliszi, Dinamo Stadion        | Szovjetunió   | 1 – 3       | NSZK        | barátságos         | -           |             |
| 10.         | 1981. november 18.   | Tbiliszi, Dinamo Stadion        | Szovjetunió   | 3 – 0       | Wales       | vb-selejtező       | -           | 69'         |
| 11.         | 1982. március 10.    | Athén, Níkosz Gúmasz Stadion    | Görögország   | 0 – 2       | Szovjetunió | barátságos         | -           | 60'         |
|             | Összesen             |                                 |               | 11          | mérkőzés    |                    | 1           | gól         |

## Fordítás
- Ez a szócikk részben vagy egészben  a(z)   Гуцаев, Владимир Гаврилович című orosz Wikipédia-szócikk ezen változatának fordításán alapul.  Az eredeti cikk szerkesztőit annak laptörténete sorolja fel. Ez a jelzés csupán a megfogalmazás eredetét és a szerzői jogokat jelzi, nem szolgál a cikkben szereplő információk forrásmegjelöléseként.